# Xian de Fengkai
Le xian de Fengkai (封开县 ; pinyin : Fēngkāi Xiàn) est un district administratif de la province chinoise du Guangdong. Il est placé sous la juridiction de la ville-préfecture de Zhaoqing.

## Démographie
La population du district était de 443 131 habitants en 1999.